# Listă meniu

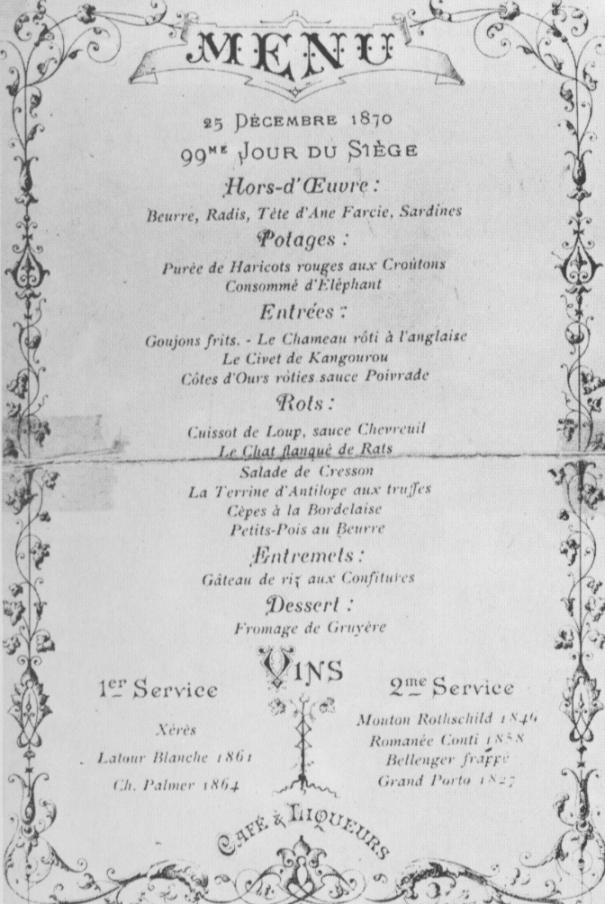
Meniu pentru masa de Crăciun din anul 1870, la un restaurant din Paris

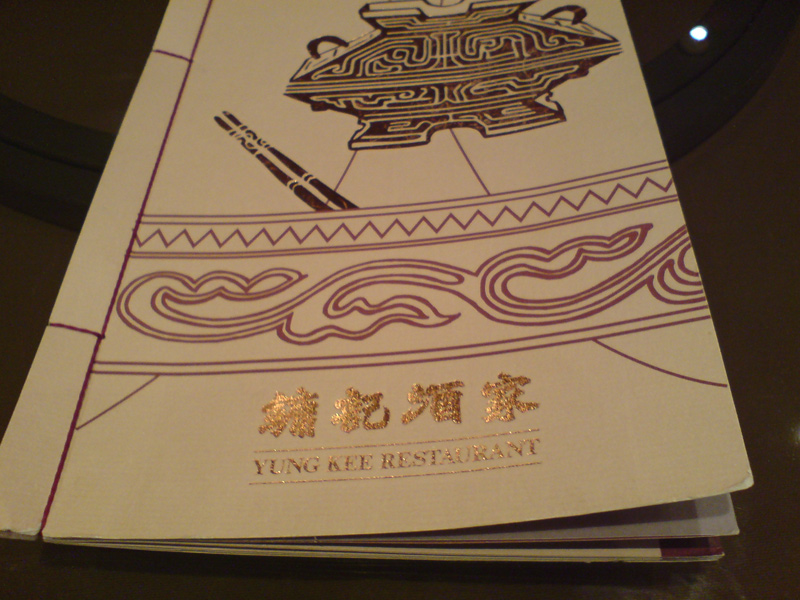
Lista meniu a unui restaurant chinezesc

Lista meniu cuprinde totalitatea preparatelor de bucătărie (reci și calde), cofetărie - patiserie și a băuturilor alcoolice și nealcoolice pe care o unitate turistică (restaurant) le pune la dispoziția consumatorului. În lista meniu se vor menționa cantitățile fiecărui produs în parte (grame, mililitri). Unitățile turistice cu hotel au o listă specială pentru mic dejun și una pentru serviciul la cameră (room service)

## Meniu
Meniul cuprinde totalitatea preparatelor de bucătărie, cofetărie-patiserie, băuturilor și a altor produse alimentare care se oferă la o singură masă, prestabilită, spre deosebire de lista meniu,  care vine în întâmpinarea clientului cu scopul de a-i da posibilitatea să aleagă din varietatea de produse. Prin extensie se înțelege și hârtia (cartonașul, fluturașul, pliantul) pe care se trec, în ordinea servirii toate preparatele și băuturile. Întocmirea unui meniu se face în funcție de tipul mesei, ținându-se cont de sezon, vârsta, naționalitatea și preferințele culinare ale clienților, astfel:
- meniuri pentru mese obișnuite (simple): meniuri pentru elevi, meniuri pentru vegetarieni, meniuri pentru dejun, meniuri pentru cină
- meniuri pentru ocazii speciale (festive): mese de sărbători (Paști, Crăciun, Revelion), recepții, cocteiluri, nunți, cununii, evenimente de familie (zi de naștere, onomastică), banchete, etc.

## Lista meniu
Lista meniu trebuie să aibă o grafică (funcție de specificul fiecărui restaurant) de calitate, iar denumirea preparatelor și a băuturilor va fi scrisă, pe lângă limba română, încă în cel puțin două limbi de circulație internațională. După natura produselor oferite, aceasta cuprinde două grupe: lista de preparate și lista de băuturi. 

### Lista de preparate
Lista de preparate trebuie să cuprindă: specialitatea casei, a zilei și a bucătarului-șef. În listă, preparatele vor fi trecute în ordinea servirii.
Desfășurarea listei pe grupe de preparate:
Gustări calde și reci
- Preparate de bucătărie (calde sau reci) oferite consumatorilor la începutul unei mese.

Preparate lichide

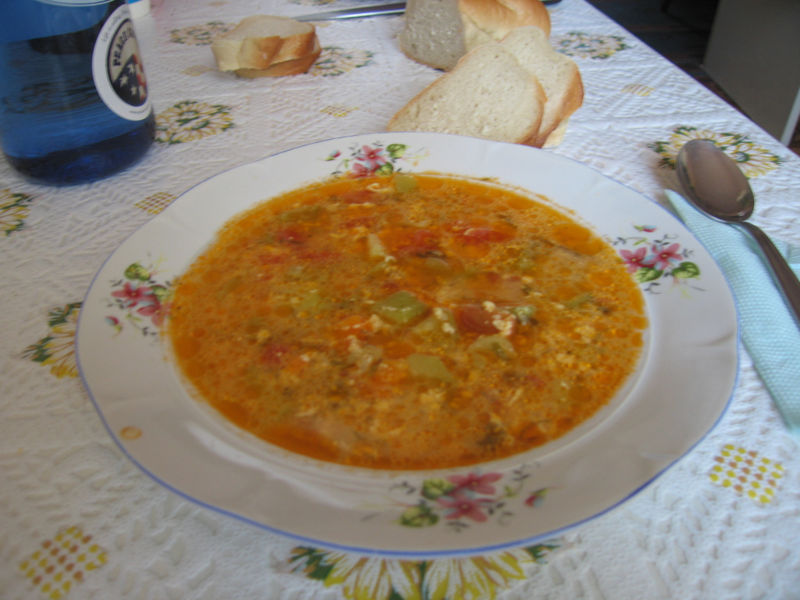
Farfurie cu ciorbă de legume

- Supe (ex: supă cu găluști, supă de roșii, supă de ceapă, supă cu tăiței)
- Ciorbe (ex: ciorbă de văcuță, ciorbă de pui, ciorbă de porc, ciorbă de burtă, ciorbă de miel, ciorbă țărănească, ciorbă ardelenească)

- Borșuri (ex: borș de miel, borș moldovenesc, borș de pește)

- Creme (ex: cremă de legume, cremă de cartofi, cremă de ciuperci, cremă de conopidă)
- Consommé-uri (ex: consommé profiterol, consommé madrilen)[1]

Preparate de pește
După modul de preparare:

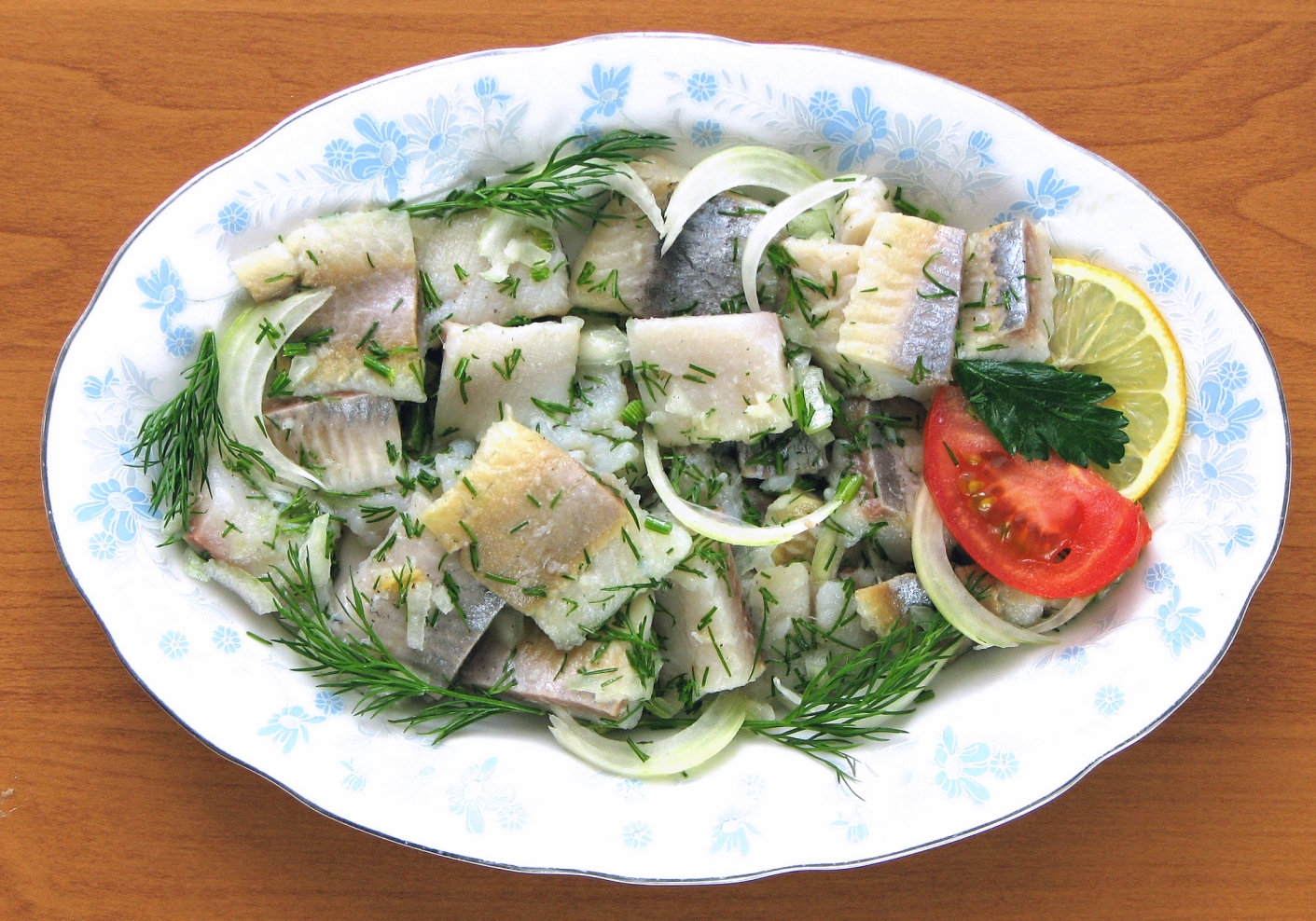
Hering marinat cu mărar

- La grătar (ex: morun, păstrăv, somon, cegă)
- La cuptor (ex: plachie de cap, somn la cuptor)
- Marinat (ex: stavrid marinat cu ceapă, hering marinat cu mărar)
- Rasol (ex: păstrăv, morun, șalău)
- Prăjit (ex: șalău, crap, cod)
- Saramură (ex: crap)

- Fructe de mare (ex: caracatiță, scoici, sepie, creveți)

Antreuri
- Reci (ex: drob de miel, terină de porc)
- Calde (ex: ficat de porc la tigaie, creier de porc pané, fudulii de porc la grătar, diferite sufleuri, pizza, paste făinoase)

Preparate de bază (Fel principal)
- Fripturi la cuptor (ex: vită, porc, pui, miel, batal, gâscă, rață)
- Fripturi la grătar (ex: vită, porc, pui, miel)

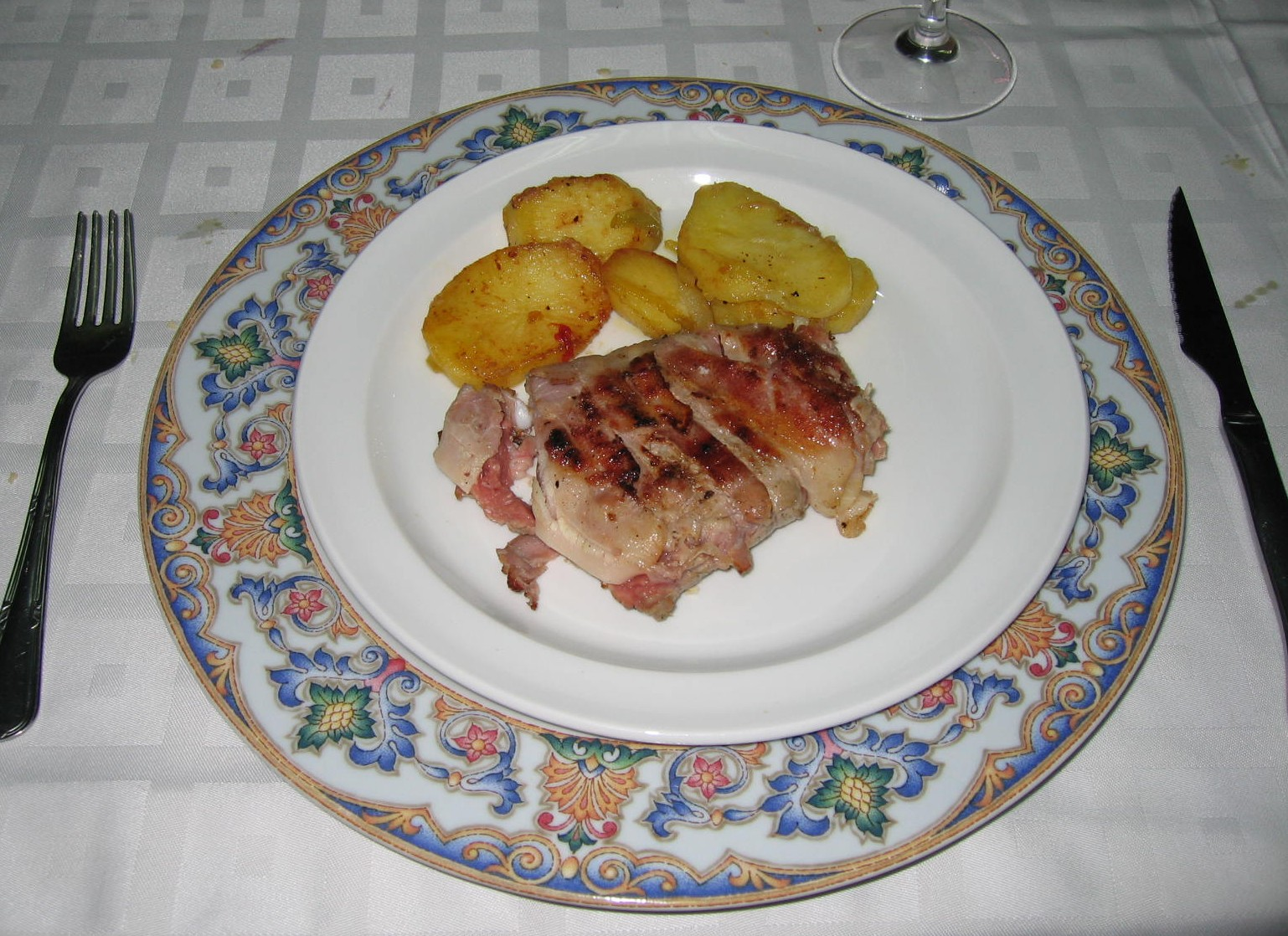
Turnedo cu garnitură de cartofi copți

- Minuturi (ex: escalopuri, șnițele, turnedouri, medalioane)
- Soteuri (ex: sote de măruntaie de pasăre, sote de organe, sote de boeuf Stroganoff)
- Mâncăruri din vânat (ex: spinare de căprioară, cotlet de mistreț, mușchi de cerb, labă de urs, iepure la cuptor, rață pe varză)

Legume (garnituri)
- Garnituri asortate, formate din cel puțin 3-5 sortimente (ex: cartofi prăjiți, cartofi pai, cartofi țărănești, morcov sote, mazăre sote, conopidă sote, orez fiert)
- Garnituri simple (ex: piure de cartofi, piure de spanac, orez sârbesc, varză călită)

Salate
- Salate din legume proaspete (ex: salată de castraveți cu roșii, salată de roșii cu ardei gras și ceapă, salată de varză albă, salată verde, salată de andive, salată de castraveți)
- Salate din legume conservate (ex: castreaveți murați, salată de varză murată, salată de sfeclă roșie cu hrean, salată de gogonele, salată de ardei umpluți cu varză)

Brânzeturi
- Brânzeturi simple (ex: telemea, cașcaval, caș)

- Brânzeturi speciale (ex: Roquefort, Gorgonzola, Stilton, Emmenthaler)[3]

Dulciuri
- Dulciuri de bucătărie (ex: papanași cu smântână și dulceață, clătite, budinci, sufleuri, orez cu lapte, lapte de pasăre)Fructe
- Dulciuri de cofetărie-patiserie (diferite sortimente de prăjituri și plăcinte dulci)
- Înghețate cu diferite ingrediente (ex: vanilie, lapte, căpșuni, zmeură, ciocolată)

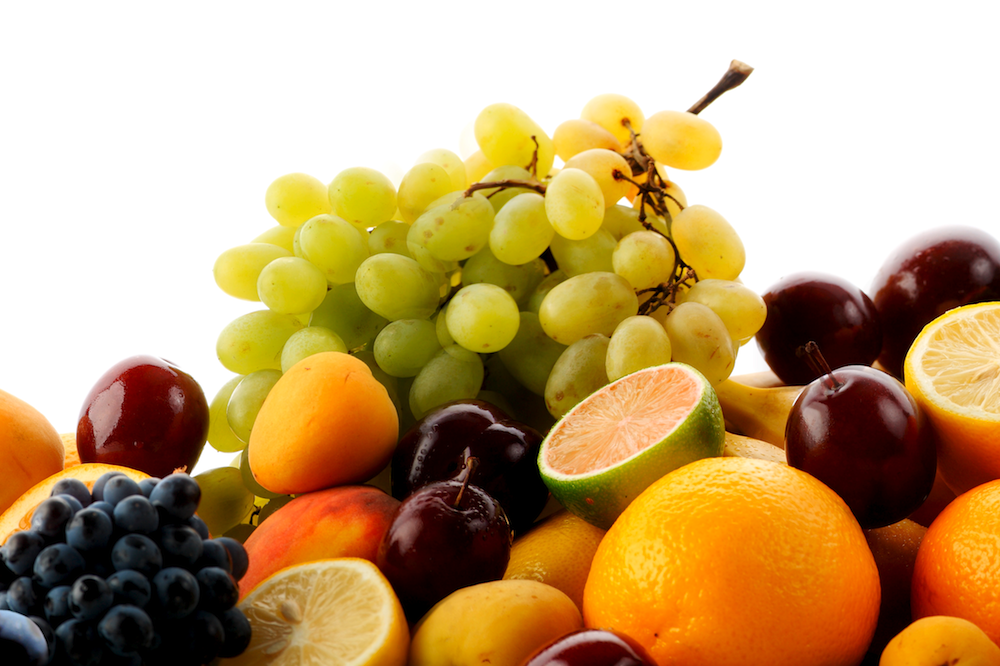
Fructe
- Fructele (ex: mere, pere, sruguri, piersici, caise, portocale, banane, etc.) sunt cele care însoțesc și încheie ori ce fel de masă, ele pot fi servite atât la mic dejun  și prânz, cât și la cină.

### Lista de băuturi
Lista băuturilor trebuie să cuprindă totalitatea băuturilor alcoololice și nealcoolice (calde și reci) pe care unitatea de alimentație publică o pune la dispoziția consumatorilor. Băuturile vor fi trecute în listă pe grupe, de obicei în ordinea servirii, cu denumirea comercială, pentru cele autohtone și cu denumirea originară, a celor de import.
Băuturi aperitive
- Rachiuri naturale și industriale (diferite rachiuri, pălincă, turț, țuică, vermuturi, bitteruri)

Vinuri

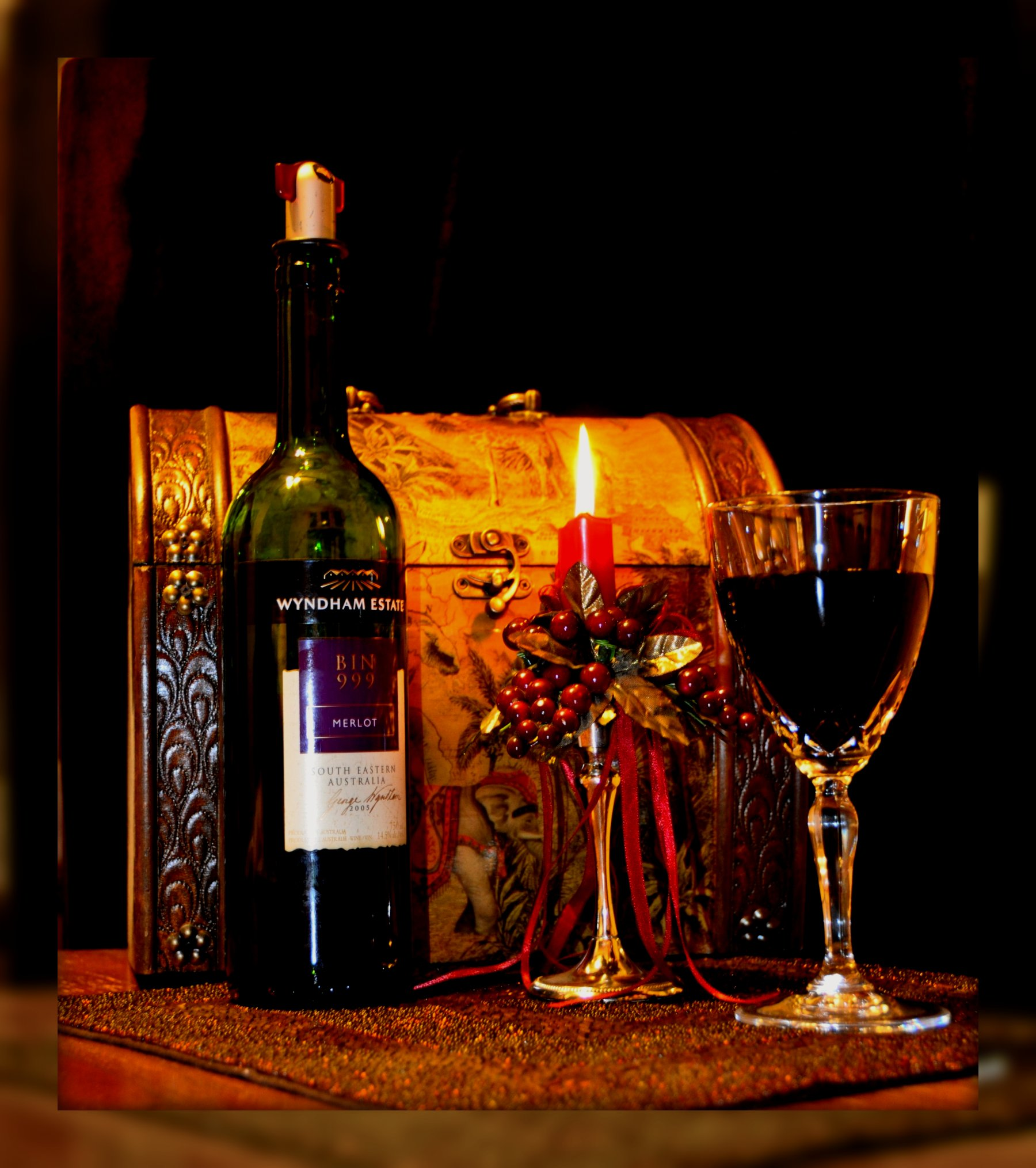
Vin roșu

- Vinuri albe: riesling, fetească, frâncușă (ex: Fetească Regală, Fetească Albă de Jidvei, Frâncușă de Cotnari, Tămâioasă Românească de Cotnari, Galbenă de Odobești, Grasă de Cotnari, Pinot Gris de Murfatlar)
- Vinuri roze (ex: Busuioacă de Bohotin, Traminer de Târnave)
- Vinuri roșii: cabernet, merlot, fetească, băbească (ex: Băbească Neagră de Huși, Pinot Noir de Dealu Mare, Fetească Neagră de Dealu Mare, Cabernet de Murfatlar)
- Vinuri spumoase și spumante

Bere
- Bere indigenă
- Bere de import

Băuturi digestive (vișinată, afinată, zmeurată, caisată, coniac, diferite sortimente de lichioruri)
Băuturi răcoritoare
- Sucuri naturale de fructe (lămâie, portocale, mere, struguri)
- Sucuri industriale (cola, limonade, oranjade)

- Apa (apă minerală, apă plată)

Băuturi calde
- Ceaiuri de masă[5]
- Ceaiuri medicinale

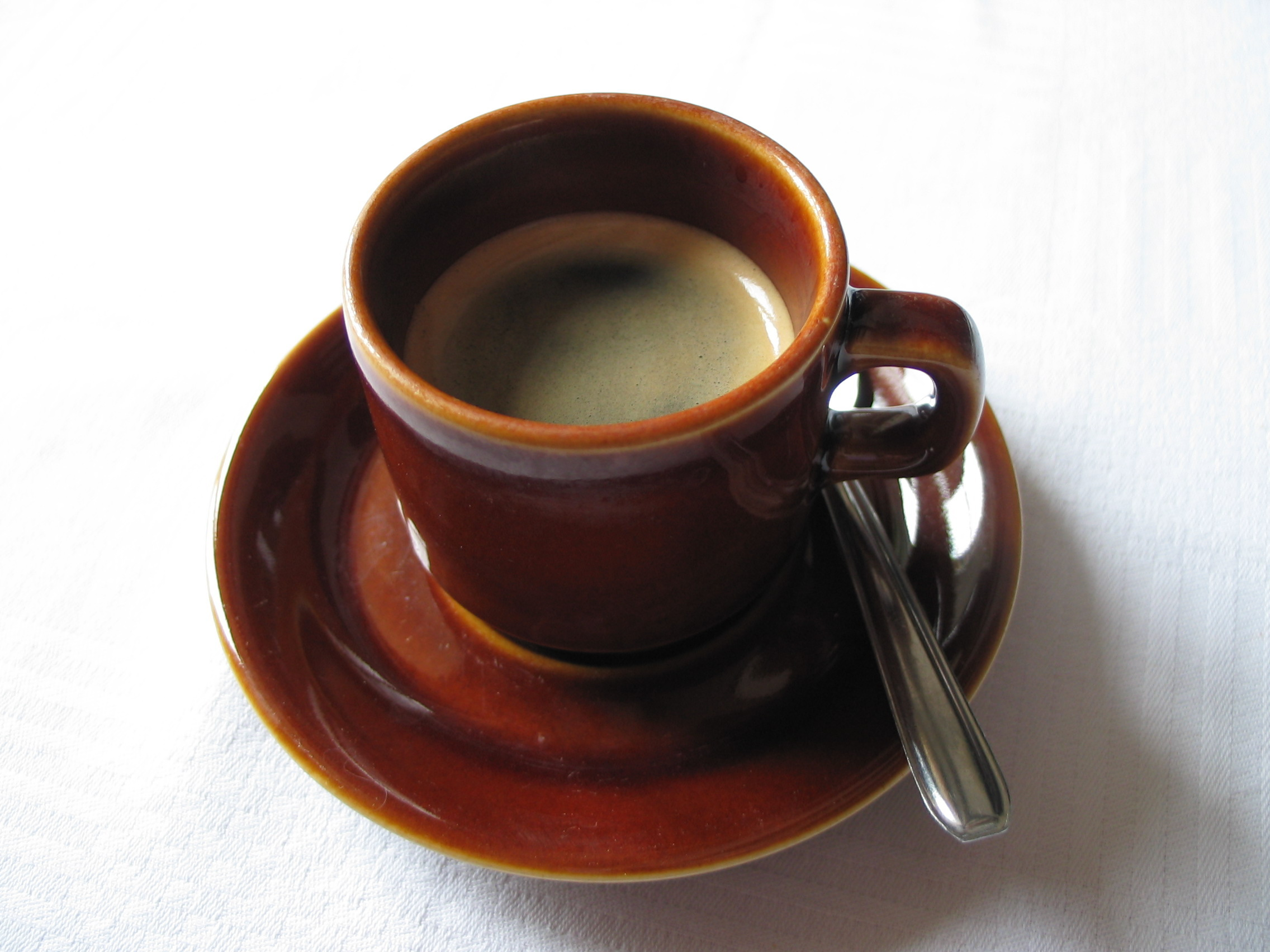
Cafea turcească

- Cafele: cafea turcească, filtru, solubilă, expresso, etc.)

- Cappuccino
- Ciocolată caldă